# Carlo Adriano
Carlo Adriano García Prades (Villarreal, 12 febbraio 2001) è un calciatore spagnolo, centrocampista del Querétaro.

## Carriera

### Club
Nel 2010 è entrato nel settore giovanile del Villarreal, club della sua città natale, proveniente dal Benicasim. Il 24 agosto 2019 ha debuttato con la squadra C nell'incontro di Tercera División vinto 3-0 contro il Recambios Colón. Ha segnato la sua prima rete il 1º settembre, contro l'Olímpic Xàtiva.
Nell'estate del 2020 è stato promosso nella squadra B in Segunda División B ed a dicembre ha debuttato in prima squadra nel successo per 6-0 contro il Leioa in Coppa del Re.
Nell'estate del 2024, vista la retrocessione in terza divisione della squadra B, viene ceduto in prestito in seconda divisione al Mirandés.
Il 10 agosto 2025 passa a titolo definito al Querétaro, in Messico.

### Nazionale
Nel 2020 ha giocato una partita con la maglia della nazionale spagnola Under-19.

## Statistiche

### Presenze e reti nei club
Statistiche aggiornate al 13 novembre 2022.
| Stagione        | Squadra         | Campionato      | Campionato | Campionato | Coppe nazionali | Coppe nazionali | Coppe nazionali | Coppe continentali | Coppe continentali | Coppe continentali | Altre coppe | Altre coppe | Altre coppe | Totale | Totale | Totale |
| Stagione        | Squadra         | Comp            | Pres       | Reti       | Comp            | Pres            | Reti            | Comp               | Pres               | Reti               | Comp        | Pres        | Reti        | Pres   | Reti   |        |
| --------------- | --------------- | --------------- | ---------- | ---------- | --------------- | --------------- | --------------- | ------------------ | ------------------ | ------------------ | ----------- | ----------- | ----------- | ------ | ------ | ------ |
| 2019-2020       | Villarreal C    | TD              | 26         | 6          |                 | -               | -               |                    | -                  | -                  |             | -           | -           | 26     | 6      |        |
| 2020-2021       | Villarreal B    | SDB             | 23         | 1          |                 | -               | -               |                    | -                  | -                  |             | -           | -           | 23     | 1      |        |
| 2021-2022       | Villarreal B    | PDR             | 34         | 2          |                 | -               | -               |                    | -                  | -                  |             | -           | -           | 34     | 2      |        |
| 2022-2023       | Villarreal B    | SD              | 35         | 3          |                 | -               | -               |                    | -                  | -                  |             | -           | -           | 35     | 3      |        |
| 2023-2024       | Villarreal B    | SD              | 15         | 0          |                 | -               | -               |                    | -                  | -                  |             | -           | -           | 15     | 0      |        |
| 2020-2021       | Villarreal      | PD              | 0          | 0          | CR              | 1               | 0               | UEL                | 0                  | 0                  |             | -           | -           | 1      | 0      |        |
| 2021-2022       | Villarreal      | PD              | 1          | 0          | CR              | 1               | 0               | UCL                | 0                  | 0                  |             | -           | -           | 2      | 0      |        |
| 2022-2023       | Villarreal      | PD              | 0          | 0          | CR              | 0               | 0               | UECL               | 0                  | 0                  |             | -           | -           | 0      | 0      |        |
| 2023-2024       | Villarreal      | PD              | 0          | 0          | CR              | 0               | 0               | UEL                | 0                  | 0                  |             | -           | -           | 0      | 0      |        |
| Totale carriera | Totale carriera | Totale carriera | 134        | 13         |                 | 2               | 0               |                    | 0                  | 0                  |             | -           | -           | 136    | 13     |        |